# Apple M3
Az Apple M3 az Apple által tervezett ARM-alapú egylapkás rendszer (SoC) sorozat, amely központi egységként (CPU) és grafikai processzorként (GPU) szolgál Macintosh asztali gépek és noteszgépek számára. Ez az Apple Mac számítógépeihez készült ARM-architektúrájú processzorok harmadik generációja, az Intel Core processzorokról Apple processzorokra történő váltás után, az Apple M2 csipet követve. Az M3-at az Apple 2023. október 30-án jelentette be, a „Scary Fast” online eseményen, az iMac és a MacBook Pro M3-as processzorral szerelt modelljeivel együtt.

## Tervezés
Az M3 sorozat az Apple első 3 nanométeres kialakítása, asztali számítógépekben és laptopokban történő felhasználásra. A TSMC gyártja 3 nanométeres N3B jelű folyamattal.

### CPU
- M3: 8 magos CPU, 4 teljesítménymag (P) és 4 energiatakarékos („hatékonysági”) mag (E)
- M3 Pro: 11- vagy 12 magos CPU, 5 vagy 6 teljesítménymag (P) és 6 energiatakarékos (E) mag
- M3 Max: 14- vagy 16 magos CPU, 10 vagy 12 teljesítménymag (P) és 4 energiatakarékos (E) mag
- M3 Ultra: 28- vagy 32 magos CPU, 20 vagy 24 teljesítménymag (P) és 8 energiatakarékos (E) mag

### GPU
A grafikai processzort újratervezték és újabb funkciókkal látták el, ilyenek a
„Dynamic Caching”, háló-árnyékolás (mesh shading), és hardveresen gyorsított sugárkövetés.
A „Dynamic Caching” technológia valós időben osztja ki / allokálja a csipen rendelkezésre álló helyi memóriát. A hagyományos megközelítésektől eltérően, a „Dynamic Caching” biztosítja, hogy csak pontosan a feladathoz szükséges memóriamennyiség lesz felhasználva, ezáltal optimalizálja a memóriahasználatot és potenciálisan növeli a teljesítményt és hatásfokot. Ez különösen előnyös a grafikaigényes feladatoknál, ahol a dinamikus memóriafoglalás kritikus lehet.

### Memória
Az M3 Unified Memory Architecture
(egyesített memóriaarchitektúra) elnevezésű memóriaszervezése hasonló az M2 generációban alkalmazott technológiához; az M3 csipekben 6400 MT/s sebességű LPDDR5 SDRAM-ot alkalmaznak. A korábbi M sorozatú SoC-khez hasonlóan, ez operatív (RAM-) és videomemóriaként is szolgál. Az M3 8 db memóriavezérlővel rendelkezik, az M3 Pro 12-vel, az M3 Max 32-vel az M3 Ultra pedig 64-el. Mindegyik vezérlő adatszélessége 16 bites, és akár 4 GiB RAM elérésére képes.
Az M3 Pro-nak alacsonyabb a memória-sávszélessége, mint az M1/M2 Pro csipeknek, és ugyancsak ez a helyzet a 14 magos M3 Max esetében is, az M1/M2 Max csipekkel szemben. Az M3 Pro 192 bites memóriasínnel rendelkezik, miközben az M1-nek és az M2 Pro-nak 256 bites sínjei (buszai) vannak, ami csak 150 GB/s sávszélességet jelent, szemben az elődök 200 GB/s sebességével. A 14 magos M3 Max a 32 vezérlőből csak 24-et engedélyez, ezért 300 GB/sec sebességgel működik, szemben az M1 és M2 Max összes modelljének 400 GB/sec-es sebességével, míg a 16 magos M3 Max átviteli sebessége ugyanúgy 400 GB/s, mint a korábbi M1 és M2 Max modelleknek.

### Egyéb jellemzők
Az M3 dedikált neurális hálózati hardvert tartalmaz egy 16 magos „Neural Engine” gyorsító formájában,
amelynek maximális műveleti sebessége meghaladja a másodpercenkénti 18 trillió műveletet.
A további komponensek között található egy képjelfeldolgozó processzor, egy PCIe tárolóvezérlő, egy biztonságos enklávé (Secure Enclave), és egy USB4 vezérlő, ami támogatja a Thunderbolt 4 technológiát is.

#### Mesterséges intelligencia-támogatás
Az Apple ezekben a rendszerekben kifejezetten a mesterséges intelligenciával támogatott fejlesztéseket és feladatvégrehajtást célozta meg, mind a „Neural Engine” gyorsító, mind az M3 Max megnövelt maximális memóriája (128 GiB) segítségével, ami együttesen lehetővé tette a nagyszámú paramétert tartalmazó MI-modellek használatát. Az Apple állításai szerint az M3-as rendszerben akár 15%-os teljesítménynövekedés is elérhető a MI-vel segített feladatok esetében (az előző generációs M2-höz képest).

#### Videófeldolgozás
Az M3 támogatott kodekjei közé tartozik a 8K H.264, 8K H.265 (8/10 bites, max. 4:4:4), 8K Apple ProRes, VP9, JPEG és AV1 dekódolás.

## Az Apple M3 sorozatot használó eszközök

### M3
- MacBook Pro (14 hüvelykes, 2023 november)
- iMac (24 hüvelykes, 2023)
- MacBook Air (13 hüvelykes és 15 hüvelykes, 2024 március)

### M3 Pro
- MacBook Pro (14 hüvelykes és 16 hüvelykes, 2023 november)

### M3 Max
- MacBook Pro (14 hüvelykes és 16 hüvelykes, 2023 november)

### M3 Ultra
- Mac Studio (2025 március)

## Változatok
Az alábbi táblázat a különböző rendszercsipeket mutatja.
| Változat | CPU     | CPU     | grafika   | grafika | Neural Engine magok | memória  | memória             | tranzisztorok száma |
| Változat | P-magok | E-magok | GPU magok | ALU     | Neural Engine magok | vezérlők | sávszélesség (GB/s) | tranzisztorok száma |
| -------- | ------- | ------- | --------- | ------- | ------------------- | -------- | ------------------- | ------------------- |
| A17 Pro  | 2       | 4       | 6         | 768     | 16                  | 4        | 51,2                | 19 milliárd         |
| M3       | 4       | 4       | 8         | 1024    | 16                  | 8        | 102,4               | 25 milliárd         |
| M3       | 4       | 4       | 10        | 1280    | 16                  | 8        | 102,4               | 25 milliárd         |
| M3 Pro   | 5       | 6       | 14        | 1792    | 16                  | 12       | 153,6               | 37 milliárd         |
| M3 Pro   | 6       | 6       | 18        | 2304    | 16                  | 12       | 153,6               | 37 milliárd         |
| M3 Max   | 10      | 4       | 30        | 3840    | 16                  | 24       | 307,2               | 92 milliárd         |
| M3 Max   | 12      | 4       | 40        | 5120    | 16                  | 32       | 409,6               | 92 milliárd         |
| M3 Ultra | 20      | 8       | 60        | 7680    | 32                  | 64       | 819,3               | 184 milliárd        |
| M3 Ultra | 24      | 8       | 80        | 10240   | 32                  | 64       | 819,3               | 184 milliárd        |

1. ↑  Teljesítménymagok, a P az angol „performance” szóból ered
2. ↑  Energiatakarékos („hatékony”) magok, az E jelölés az angol „efficiency” szóból ered
3. ↑  Mindegyik GPU-magnak van 16 végrehajtó egysége (EU: execution unit)
4. ↑  Mindegyik LPDDR5-6400 memóriavezérlő tartalmaz egy 16 bites memória-csatornát és max. 4 GiB memóriához fér hozzá.[2]

## Fordítás
Ez a szócikk részben vagy egészben  az   Apple M3 című angol Wikipédia-szócikk ezen változatának fordításán alapul.  Az eredeti cikk szerkesztőit annak laptörténete sorolja fel. Ez a jelzés csupán a megfogalmazás eredetét és a szerzői jogokat jelzi, nem szolgál a cikkben szereplő információk forrásmegjelöléseként.